# Evelyn Hartnick-Geismeier

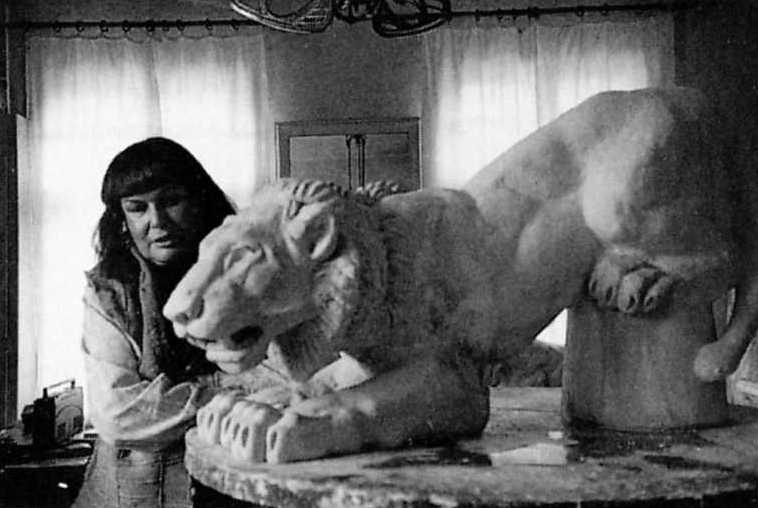
Evelyn Hartnick mit Löwenskulptur aus dem Ariadnebrunnen (1992)

Evelyn Ida Berta Hartnick-Geismeier (* 17. Juli 1931 in Finsterwalde (Niederlausitz); † 24. August 2017 in Berlin) war eine deutsche Bildhauerin und Medailleurin. Sie trug diesen Namen seit 1990 und lebte in Berlin. Bis 1983 war ihr Name Evelyn Nitzsche-Hartnick, ihr Geburts- und Künstlername war Evelyn Hartnick.

## Leben
Der Vater von Evelyn Hartnick war der Künstler Bruno Hartnick, so dass sie von Kind auf mit Kunst und Künstlern vertraut war. Der für das junge Mädchen schmerzliche Tod des Vaters im Jahr 1945 löste in ihr den Wunsch aus, seinem Beruf als Malerin zu folgen. Bereits mit sechzehn Jahren nahm sie im Jahr 1948 ein Studium an der Kunstgewerbeschule Leipzig auf, wo sie Malerei bei Max Schwimmer belegte. Nach drei Semestern wechselte sie 1949 an die Hochschule für Grafik und Buchkunst Leipzig. Dort studierte sie Illustration und Porträtkunst bei Elisabeth Voigt sowie Aktzeichnen und plastisches Gestalten bei Walter Arnold. Bei Arnold entdeckte sie ihre Neigung zur Bildhauerei und wechselte 1951 an die Hochschule für Bildende und Angewandte Kunst in Berlin-Weißensee. Fünf Jahre studierte sie in der Bildhauerklasse bei Heinrich Drake. Im Jahr 1956 schloss sie ihr Studium als Diplom-Bildhauerin ab und war seitdem selbstständig tätig. Sie war von 1957 bis 1990 Mitglied des Verbands Bildender Künstler der DDR und hatte in der DDR und im Ausland eine bedeutende Zahl von Einzelausstellungen und Ausstellungsbeteiligungen, u. a. von 1962/1963, 1982/1983 und 1987/1988 an der Fünften Deutschen Kunstausstellung und der IX. und X. Kunstausstellung der DDR in Dresden.
Mit ihrem ersten Mann hatte Hartnick zwei Söhne, einer davon ist Jan-Pieter Nitzsche, Kunstschmied und Restaurator. 1990 heiratete sie Willi Geismeier, der 2007 starb. Im selben Jahr stürzte sie 77-jährig in Berlin in einem Bus bei einer Notbremsung so schwer, dass einer ihrer Oberschenkelknochen zertrümmert wurde.
Evelyn Hartnick war Mitglied in der Deutschen Gesellschaft für Medaillenkunst und gehörte dem Künstlerkreis der Berliner Medailleure an.

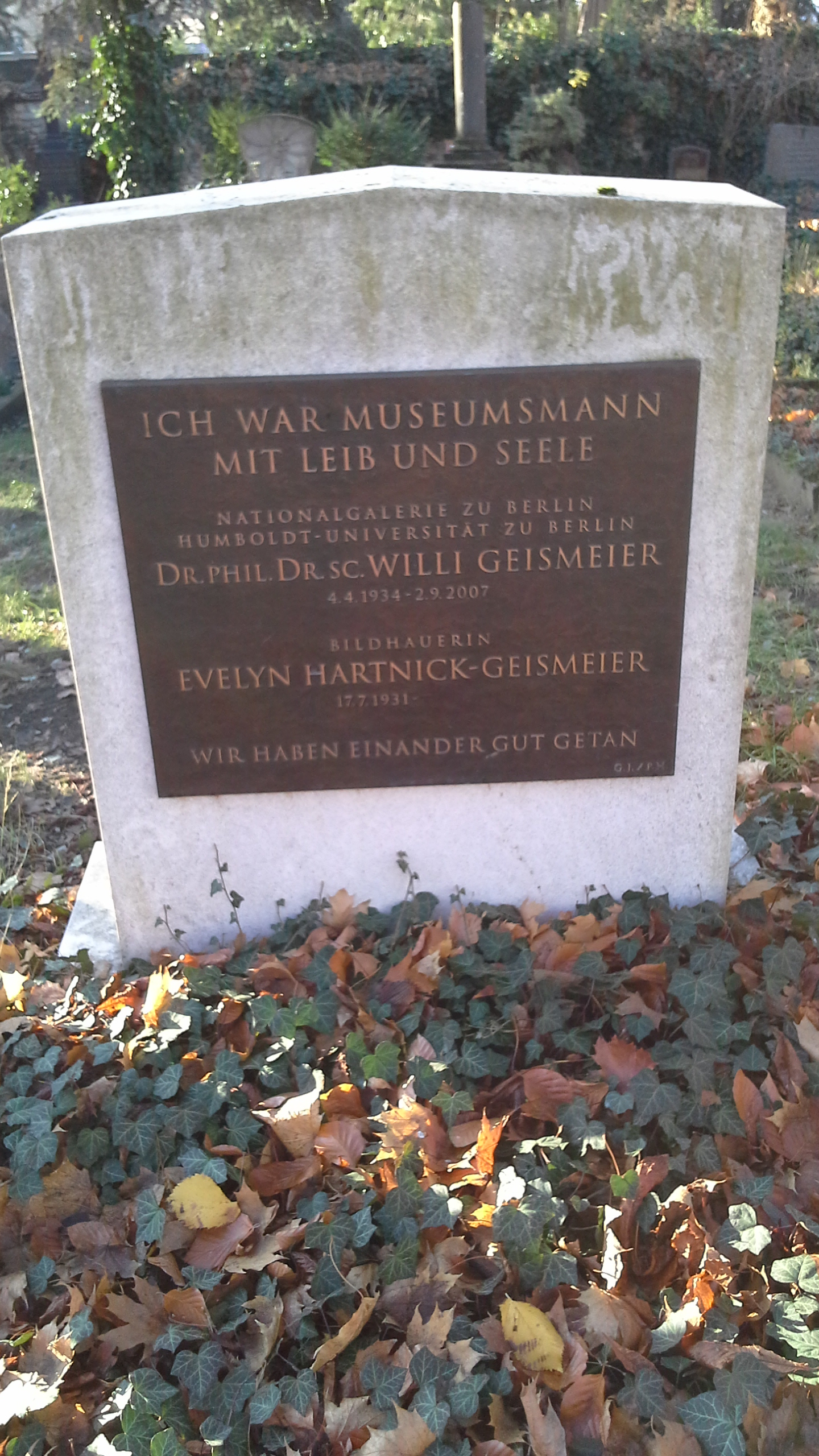
Grab Evelyn Hartnick-Geismeiers auf dem Französischen Friedhof

Ihre Grabstätte befindet sich mit der ihres Mannes auf dem Französischen Friedhof in Berlin.

## Werk
In der Bildhauerei blieb Hartnick den klassischen Vorbildern verpflichtet und folgte konsequent dem in ihrer bildhauerischen Ausbildung beschrittenen Pfad. Die an der Realität orientierte Gestaltungsweise galt ihr als ein adäquates Ausdrucksmittel der modernen zeitgenössischen Kunst. Das Sängerlieddenkmal von Finsterwalde (1999–2001) verdeutlicht ihre Vorliebe für Gruppenkompositionen in der Freiplastik, bei der jede einzelne Figur in einem Bezugssystem zu allen anderen steht. Ihre Reliefarbeiten fallen in zwei Gruppen: die vielfigurigen, vielteiligen und erzählerischen Kompositionen wie etwa Altes Berlin – Neues Berlin und die Reliefporträts wie etwa zu Max Planck, das schließlich auch als Vorlage für eine Gedenkmünze der DDR aus dem Jahr 1983 diente. Der Schritt vom Relief zur Gussmedaille mit den diesen Objekten innewohnenden Gesetzmäßigkeiten war relativ klein. Die Gussmedaille wurde von Evelyn Hartnick in klassischer Manier für Porträts genutzt, aber auch zu Stellungnahmen zum Zeitgeschehen. Mehrfach hat sie an Editionen des Künstlerkreises Berliner Medailleure teilgenommen, so zu den Themen Kunstgeld – Geldkunst (1993), Balance halten (1994) und 1945–1995 – 50 Jahre Frieden? (1995). Etwas anders ist die Welt der Prägemedaille. Hier steht meist die Umsetzung von Vorstellungen der staatlichen oder privaten Auftraggeber im Vordergrund, die Herstellung der Gipsmodelle erfordert millimetergenaue präzise Arbeit, die meist zur Verfügung stehende Reliefhöhe muss genau eingehalten werden.

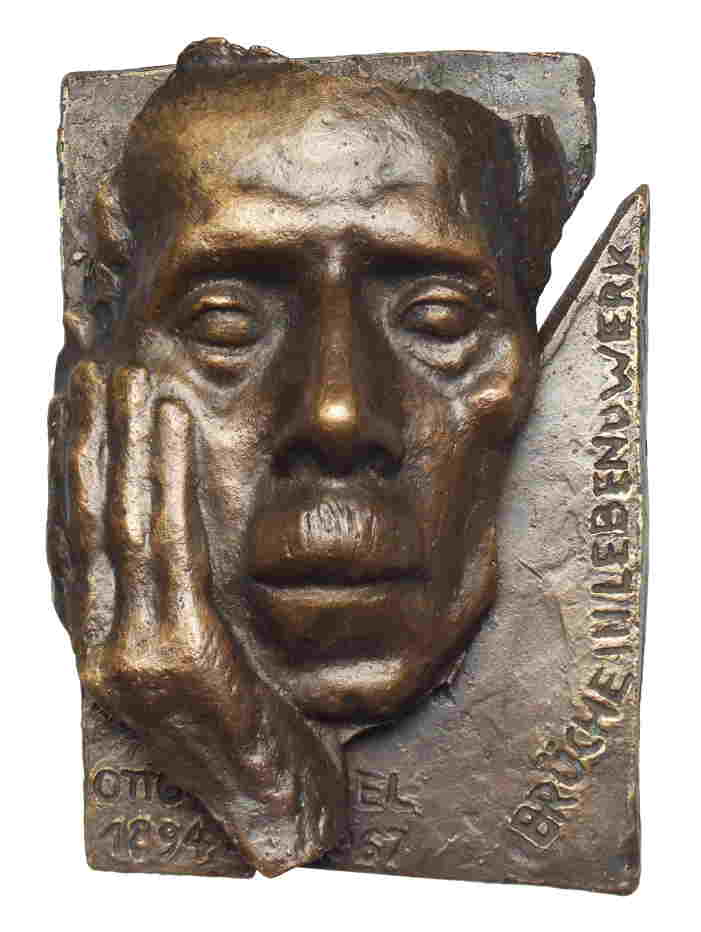
Otto Nagel, 1997

In Evelyn Hartnicks Werk scheinen immer wieder biographische Bezüge auf. Das Sängerlieddenkmal in Finsterwalde durch die Hand dieser Künstlerin erhält seine besondere Bedeutung durch den Umstand, dass der Urgroßvater Hartnicks, Herrmann Gerhardt, der letzte Sänger von Finsterwalde war. Zu den Personen, die Evelyn Hartnick wichtig waren, gehört Käthe Kollwitz, bei der ihr Vater 1921/22 studierte, während Elisabeth Voigt als Kollwitzschülerin ihre eigene Lehrerin war. Den Maler Otto Nagel lernte sie selbst noch als Studentin kennen. In einem drei Meter großen Relief-Zyklus (1974/76) stellte sie unter anderem Otto Nagel mit Heinrich Zille und Käthe Kollwitz zusammen und wies so auf die sozialkritischen Gemeinsamkeiten dieser drei Künstler hin. An dem Porträt von Otto Nagel blieb sie interessiert. 1997 schuf sie unter Verwendung von dessen Totenmaske eine Plakette, mit der sie auch auf die Brüche in Leben und Werk hinwies. Bei Nagel war das 1934 durch die Nationalsozialisten ausgesprochene Malverbot der große Bruch im Leben, Evelyn Hartnick selbst hat drei ganz unterschiedliche Regierungsformen erlebt.

### Bildhauerische Arbeiten im öffentlichen Raum

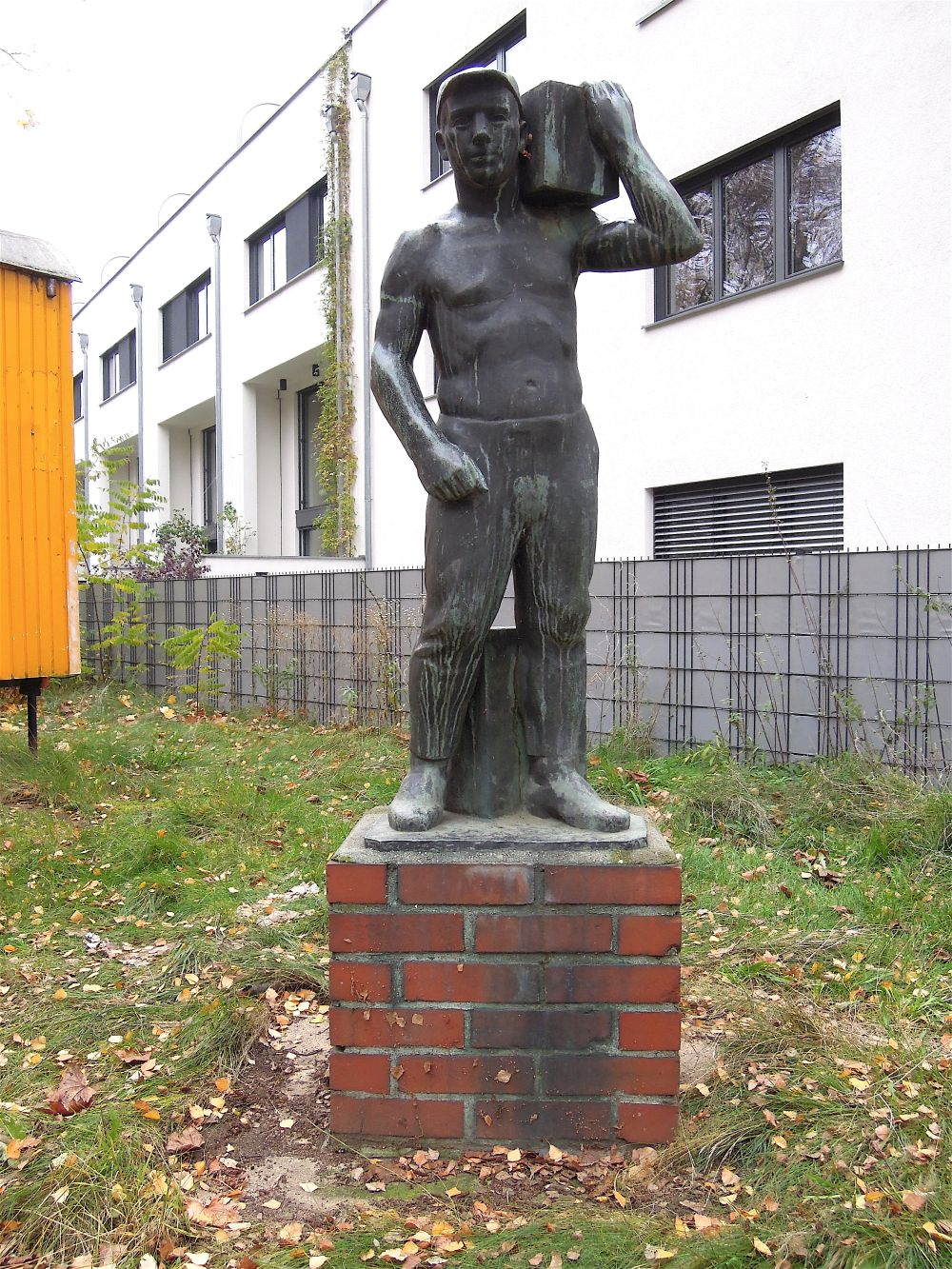
Bauarbeiter, 1961
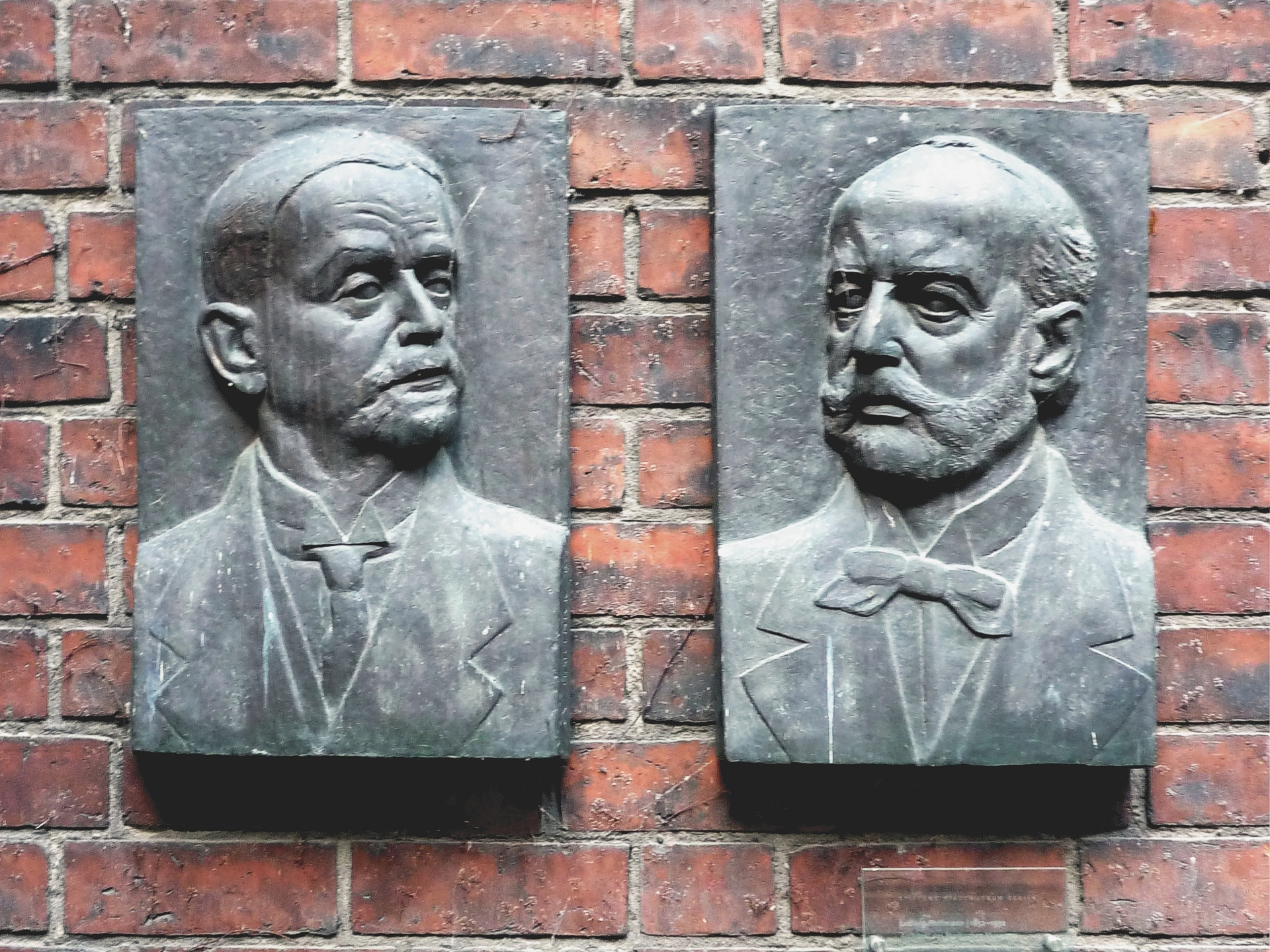
Ludwig Hoffmann und Ernst Friedel
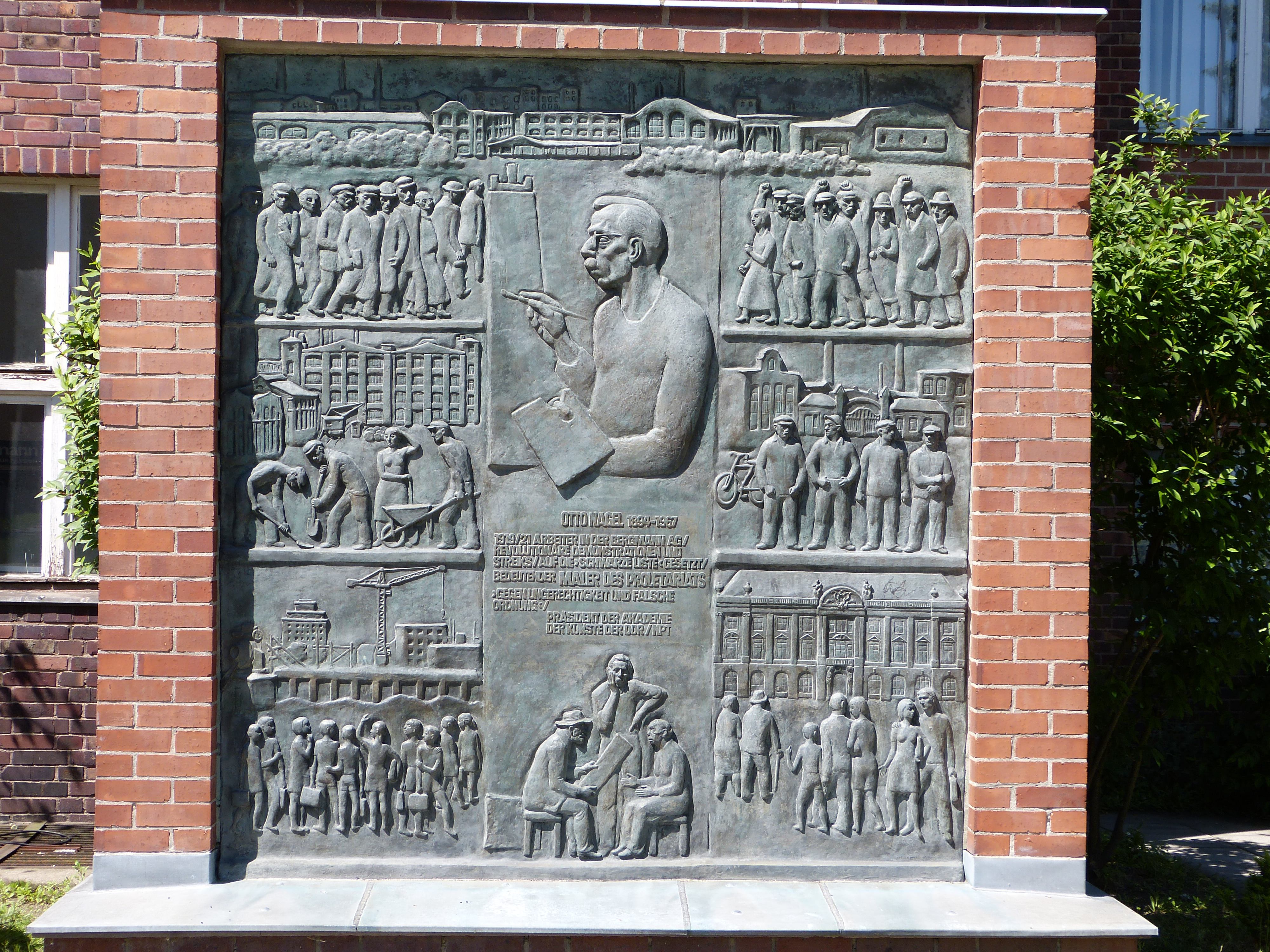
Otto-Nagel-Zyklus, 1975
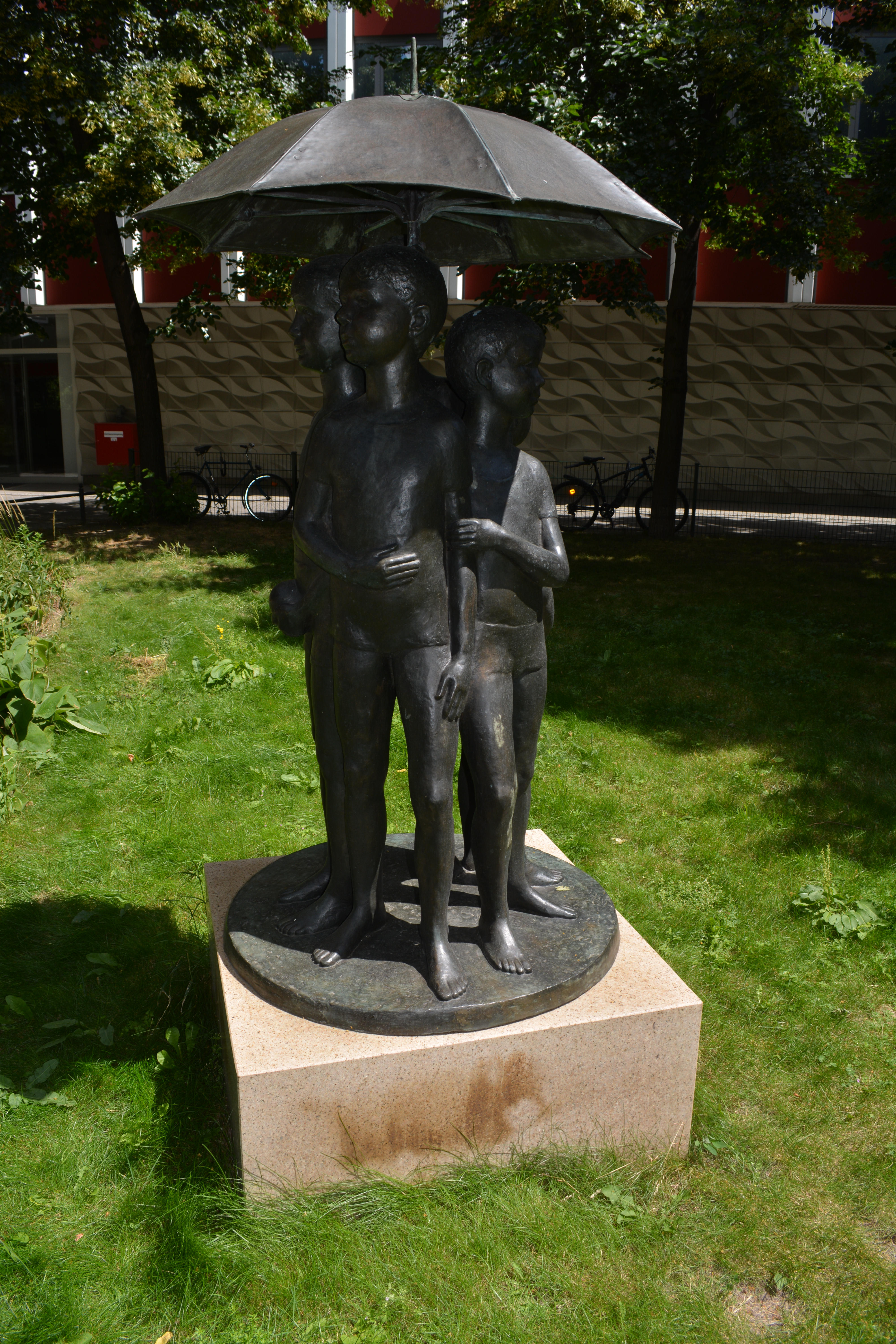
Fünf-Kinder-Tröpfelbrunnen, 1980
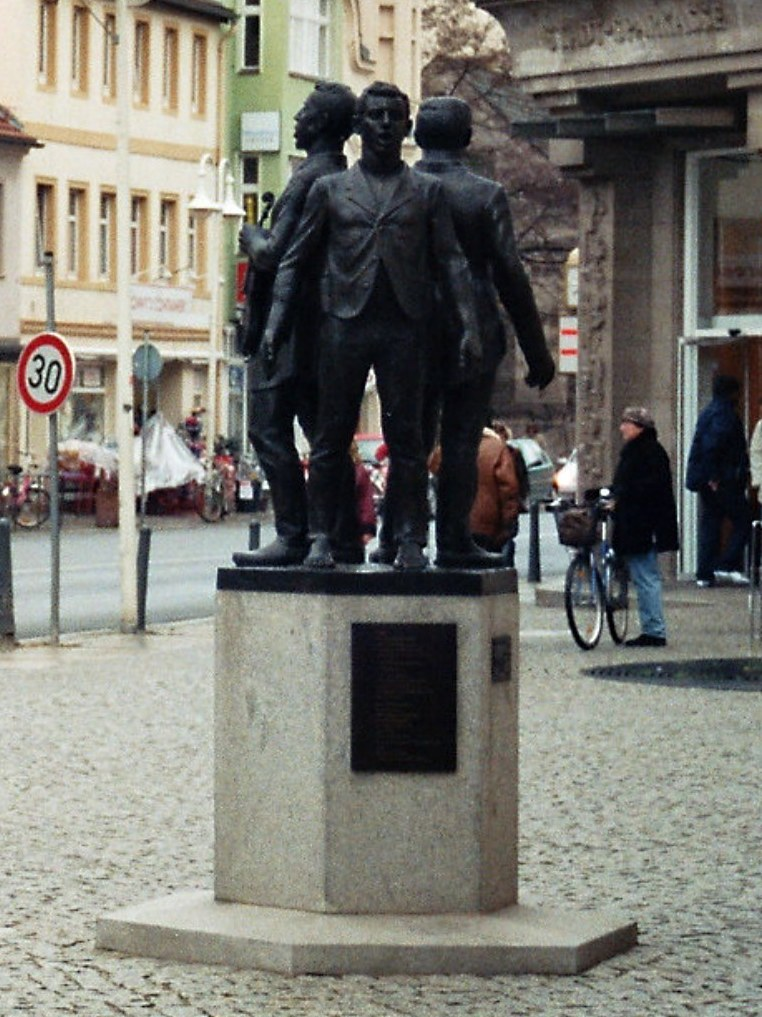
Sängerdenkmal, 2001

- Bauarbeiter, 1961, Bronze, 1,40 m, Einweihung 1965, Berlin-Niederschönhausen, Mendelstraße/Stiftstraße[6] ⊙
- Parkweg, Zweifigurengruppe, Bronze; 1962/1963 auf der Fünften Deutschen Kunstausstellung[7]
- Pharmakologie und Toxikologie, Aluminiumguss, 2,80 × 1,35 m, Berlin-Mitte, Charité der Humboldt-Universität zu Berlin
- Otto-Nagel-Zyklus, 1975, Bronzerelief, 3 × 3 m, Lessingstraße 85, Berlin-Wilhelmsruh ⊙
- Altes Berlin und Neues Berlin, Bronzespritzverfahren, 4,10 × 1,62 m
  - 1. Exemplar: Berlin-Pankow
  - 2. Exemplar: Berlin-Mitte (früher Berolina-Haus, nicht mehr vorhanden)
- Reliefporträt Otto Nagel (Profil), Bronzerelief, 0,80 × 1,20 m, Berlin: Mitte Museum
- Zille, Kollwitz und Nagel im Gespräch, Bronzerelief, 0,75 × 0,80 m,
  - 1. Exemplar: Bezirksamt Berlin-Prenzlauer Berg
  - 2. Exemplar: Stadtmuseum Berlin im Ephraim-Palais
- Ludwig Hoffmann und Ernst Friedel, zwei hochplastische Reliefporträts, Bronze, je 0,45 × 0,70 m, Berlin-Mitte, Märkisches Museum
- Ariadne-Brunnen auch Zirkusbrunnen oder Löwenbrunnen (zerstört), 1985, Bronze, ca. 1,10 m lang, Karl-Holtz-Platz, 12687 Berlin-Marzahn, Gruppe aus drei wasserspeienden Raubtieren (Panther, Löwen) mit nackter Ariadne auf dem Panther liegend, 1990 eine Löwenfigur zerstört, 1992 die übrigen Figuren gestohlen; 1995 mit durchbohrtem Findling ersetzt[8] ⊙
- Fünf-Kinder-Tröpfelbrunnen
  - Berlin-Mitte, 1980er Jahre, Bronze, Marion-Gräfin-Dönhoff-Platz (Spittelkolonnaden), in den 1980er Jahren vom Berlin Stadtbezirk Mitte bestellt, in der Kunst- und Glockengießerei Lauchhammer gegossen und geplant für den Park Gipsdreieck oder vor der Musikschule Mitte; Plan wurde wegen der Wende in der DDR und damit einhergehender Änderung der Eigentumsverhältnisse nicht ausgeführt – Standort war dann Hartnicks Vorgarten in der Schlossallee 24 in Berlin-Niederschönhausen;[9] 2013 Aufstellung im Monbijou-Park; nach wenigen Wochen Abbau wegen Vandalismus (Schirm verbogen und Farbschmierereien); Restauration und Einlagerung bei Kunstschmied Bernd Helmich in Berlin-Alt-Glienicke;[10] Einweihung am 20. Mai 2016 auf dem Dönhoffplatz hinter den Spittelkolonnaden in Berlin-Mitte auf Initiative der Anrainer-Interessengemeinschaft Leipziger Straße/Krausenstraße[11] ⊙
  - Berlin-Buch, 1977, Keramik-Hartbrand, Kupfer, hergestellt in Krauschwitz (Sachsen)[10], Standort Paritätisches Seniorenwohnen Rosengarten, Theodor-Brugsch-Straße 18, 13125 Berlin-Buch ⊙
  - Gera, 1977, Keramik-Hartbrand, Kupfer, hergestellt in Krauschwitz (Sachsen)[10], Standort Seniorenheim Grüner Weg, Berliner Straße 210, 07546 Gera[12] ⊙
- Sängerlieddenkmal auch Sängerdenkmal, 2001, lebensgroße Bronzestatuen auf 1,35 m hohem Granitsockel, Berliner Straße 43, Finsterwalde, Niederlausitz[13]; gegossen in der Kunstgießerei Horst Borchardt in Charlottenhöhe (Stüdenitz-Schönermark), drei musizierende Männer Rücken an Rücken: einer mit langem Gehrock und Geige, einer mit Flöte, ein Knabe barfuß singend[14] ⊙

### Medaillen
Seit den siebziger Jahren entstanden zahlreiche Medaillen. Nachgewiesen ist bislang die erste Prägemedaille für 1977, die ersten Gussmedaillen ab 1981.

#### Katalog der datierten Medaillen
Erfasst sind in chronologischer Folge auch die Medaillen, die zwar keine Datierung als Inschrift tragen, deren Entstehungszeit aber bekannt ist.

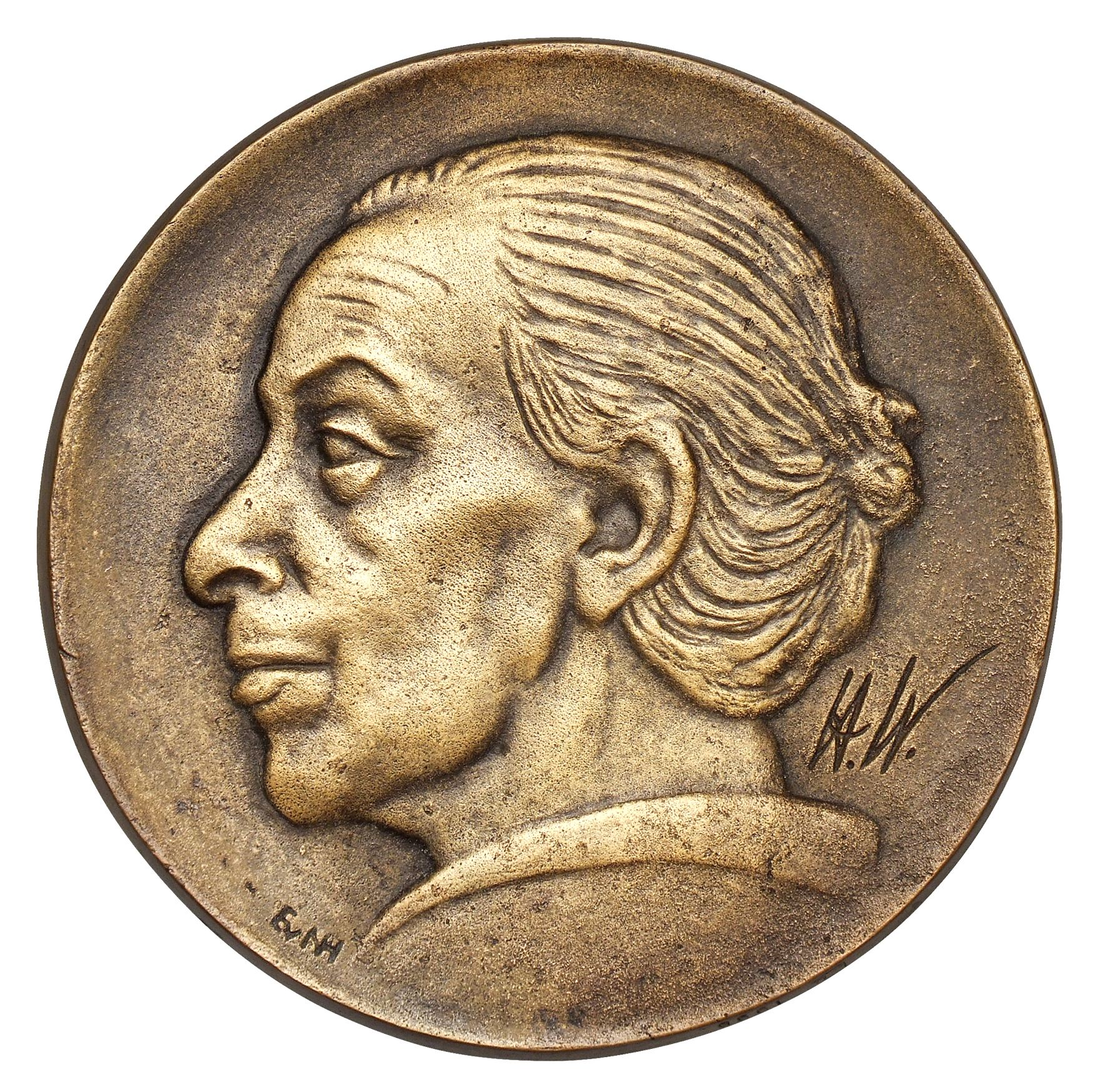
Medaille auf Helene Weigel, 1981

- Helene Weigel, o. J. (1981)

Bronze, einseitig, 107 mm
Nachweise: Berlin, Münzkabinett; Dresden 1982/66.
Literatur: IX. Kunstausstellung 1982/83, 285 mit Abb. der Vs.; Wipplinger 1992, 76 Nr. 7 mit Abb. der Vs.
Die Medaille ist ein Nebenprodukt zur Helene-Weigel-Medaille von 1981, die als Theaterpreis der DDR diente.
- Karl Friedrich Schinkel, o. J. (1981)

Bronze, einseitig, 156 mm
Nachweis: Berlin, Münzkabinett; (Guss aus dem Jahr 2003).
Literatur: Wipplinger 1992, 75 Nr. 2 (o. Abb.).
Das Porträt entstand im Zusammenhang mit der von der Künstlerin gestalteten Schinkel-Medaille, die die Bauakademie der DDR vergab.
- Thomas Müntzer, 1989

Bronze, einseitig, 200 mm
Nachweis: Berlin. Deutsches Historisches Museum: N 90/1.1 (197 mm); N 90/1.2 (197 mm).
Literatur: Wipplinger 1992, 75 Nr. 1 (o. Abb.).
Auftragsarbeit für die Ausstellung: „Ich Thomas Müntzer eyn knecht gottes“ (Historisch-biographische Ausstellung des Museums für Deutsche Geschichte vom 8. Dezember 1989–28. Februar 1990). Ebenfalls im Deutschen Historischen Museum befindet sich ein Gipsmodell zu der Medaille von 1988 mit einem Durchmesser von 210 mm. (Inv. DHM N 90/1.3).

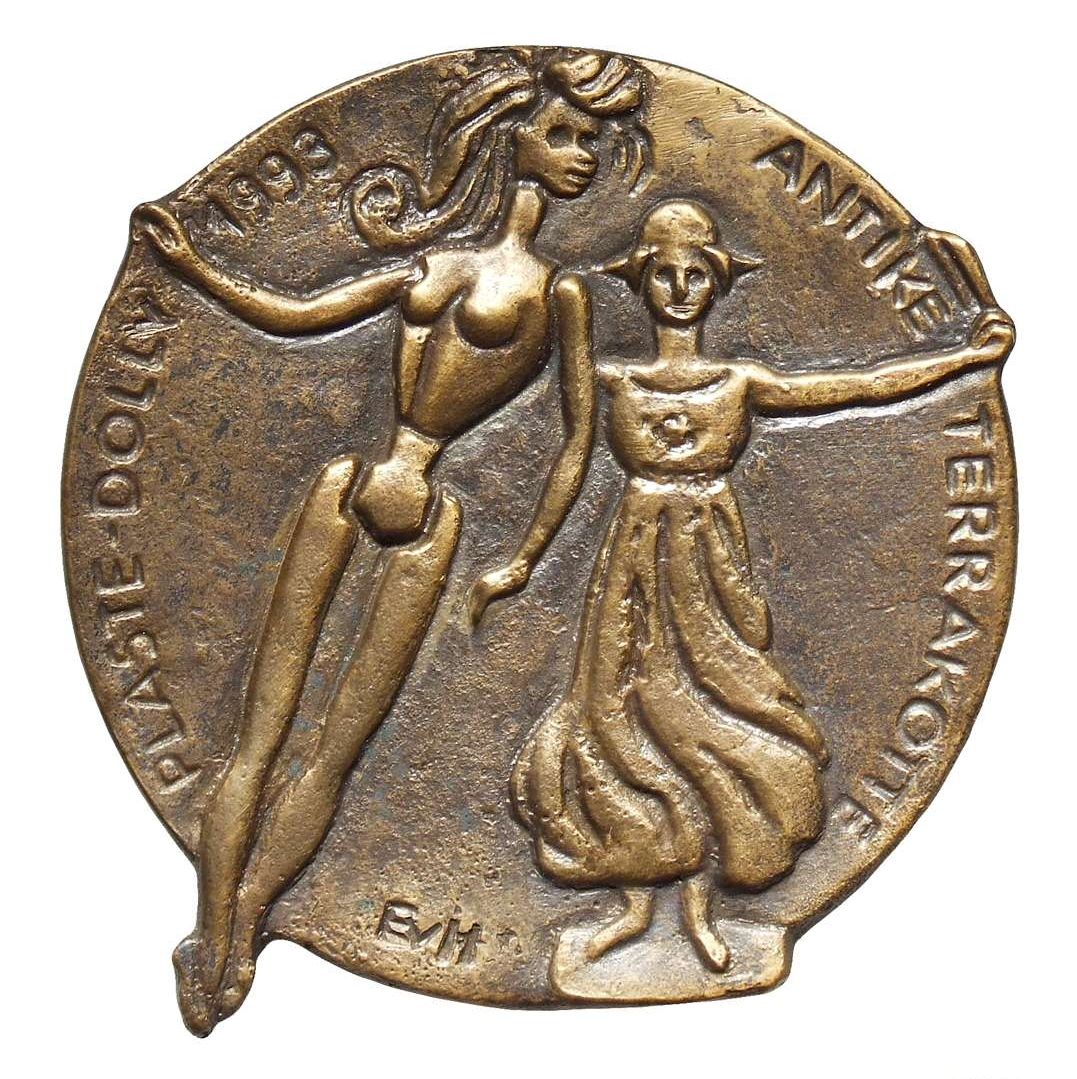
Plaste-Dolly – Antike Terrakotte, 1993

- Antike Terrakotta – Plaste Dolly, 1993

Bronze, 70–74 mm
Nachweis: Berlin, Münzkabinett;
Literatur: Horbas 1994, 83 Nr. 106.
Die Medaille entstand 1993 im Rahmen der Edition „Kunstgeld“ der Berliner Medailleure. Gezeigt wird die Erziehung des Kindes zum Markenkonsum. Der Barbie-Puppe als Sinnbild für Kitsch wird die Terrakottafigur als Sinnbild für Kunst gegenübergestellt. Die Arbeit steht in Zusammenhang mit den beiden folgenden Werken. Das Wort „Plaste Dolly“ ist selbst ein reizvolles Zeugnis einer Übergangszeit, denn „Plaste“ ist eine nur in der DDR verwendete Begrifflichkeit, während der Anglizismus „Dolly“ auf das amerikanische Markenprodukt hinweist.
- Antiker Kopf – Dollykopf, 1993

Bronze, 73–75 mm
Nachweis: Berlin, Münzkabinett
Literatur: Horbas 1994, 83 Nr. 107.
Die Medaille entstand 1993 im Rahmen der Edition „Kunstgeld“ der Berliner Medailleure. Gegenständige Köpfe finden in der Münzprägung ihr Vorbild bei den Dioskurenköpfen der antiken Stadt Istros. Die Rückseiteninschrift stellt Kunst und Stil auf Seiten der Antike Geld und Styling der Gegenwart als Gegensätze gegenüber.
- Maria in der guten Hoffnung-Funktionspuppe, 1993

Bronze, 110 mm
Nachweis: Berlin, Münzkabinett
Literatur: Horbas 1994, 83–84 Nr. 108.
Die Medaille steht in engem Zusammenhang mit den Werken, die 1993 für die Edition „Kunstgeld“ der Berliner Medailleure entstanden. Hier wird der Gegensatz von der Antike-Gegenwart auf das Spätmittelalter übertragen und der von den anderen Medaillen dieser Serie bekannten Plastikpuppe eine Maria gravida zur Seite gestellt. Es ist eine Abwandlung der Szene, in der die ebenfalls schwangere Elisabeth Maria begrüßt: „Gesegnet bist du mehr als alle Frauen, und gesegnet ist die Frucht deines Leibes“ (Lukas 1,42).
- Der vierte Engel, 1994

Bronze, 74 mm
Nachweise: Berlin, Münzkabinett
Literatur: Heidemann 1996, 115 Nr. 114.
Die Rückseite trägt die Inschrift UND / DER VIERTE / ENGEL GOSS SEINE / ZORNESSCHALE IN / DIE SONNE DA WURDE / IHR MACHT GEGEBEN / MIT IHREM FEUER / DIE MENSCHEN ZU / VERBRENNEN (Offenbarung des Johannes Kap. 16,8). Die Künstlerin beteiligte sich unter dem Titel „Balance halten – Dialog“ an der Edition Kunstgeld von 1994 der Berliner Medailleure. Die Medaille thematisiert die Gefahren des Klimawandels mit einem Bibelzitat. Der Autofahrer auf der Vorderseite steht für die Menschen als Verursacher der Apokalypse.
- Gestörter Himmel, 1994

Bronze, 74 mm
Nachweis: Berlin, Münzkabinett
Literatur: Heidemann 1996, 116 Nr. 115.
Exemplar einer Serie dem Thema „Balance halten – Dialog“ aus der Edition Kunstgeld von 1994 der Berliner Medailleure. Die Medaille thematisiert die Gefahren des Klimawandels. Aufgrund der von den Menschen verursachten Katastrophe verlieren selbst die Engel das Gleichgewicht.

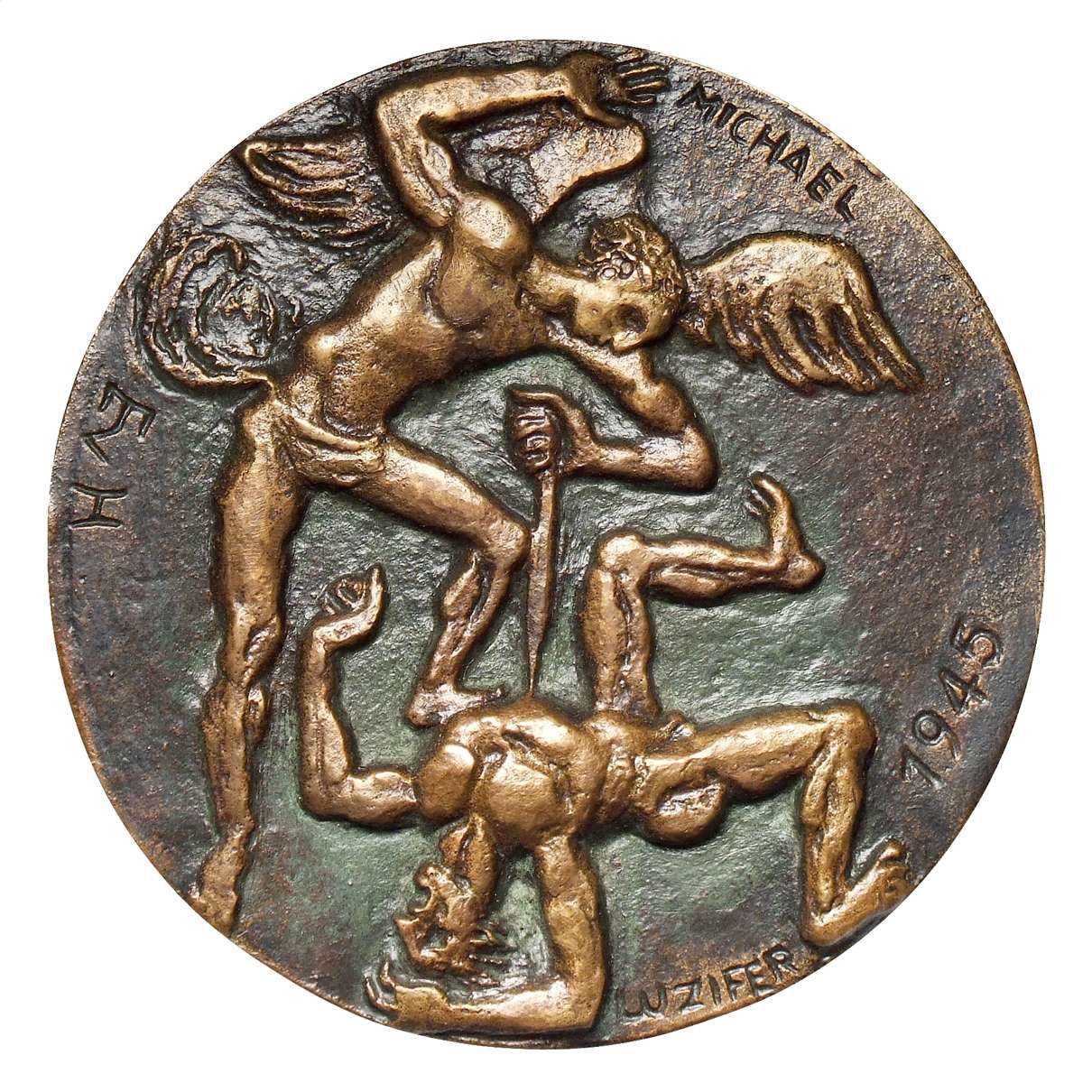
Michael besiegt Luzifer, 1995

- Michael besiegt Luzifer 1994, 1995

Bronze, 80 mm
Nachweis: Berlin, Münzkabinett
Literatur: Heidemann 1996, 116–117 Nr. 117.
Vorderseite: MICHAEL – 1945 – LUZIFER. Der Erzengel Michael stößt den rückwärts kopfüber stürzenden Luzifer mit dem Schwert in die Tiefe. Rückseitenaufschrift: 1945 / BEFREIUNG / BESATZUNG / TEILUNG / KALTER KRIEG / MAUERBAU / ANERKENNUNG / FRIEDLICHE REVOLUTION / BEITRITT / ZWEIERLEI DEUTSCHE / 1995. Aufgrund der Jahreszahl 1945 auf der Vorderseite versinnbildlicht das biblische Motiv hier die Vernichtung der nationalsozialistischen Gewaltherrschaft in Deutschland mit dem Ende des Zweiten Weltkrieges. Der stürzende Luzifer bildet in seiner Verrenkung die Form eines Hakenkreuzes. Die Medaillen entstand im Rahmen einer Serie von Berliner Medailleuren zum Thema „1945–1995“.
- 1945–1995–2045, 1995

Bronze, 79 mm
Nachweis: Berlin, Münzkabinett
Literatur: FIDEM XXV 1996, 16 Nr. 26; Heidemann 1996, 116–117 Nr. 118.
Rückseitenaufschrift: 2045 / WIRD NICHT MEHR / MEIN JAHR SEIN / JEDOCH DAS MEINER / ENKEL. Thema der Medaille sind Vergänglichkeit und Fortleben in den Nachkommen. Die Vergänglichkeit ist durch das Vanitas-Motiv des Schädels mit Rosenstrauch in klassischer Manier und moderner Formensprache verdeutlicht. Im trotzigen „jedoch das meiner Enkel“ spiegelt sich die Zuversicht, dass etwas bleibt und von Generation zu Generation weitergegeben wird. Der Welt, in der die Enkel leben werden, muss die Fürsorge auch der älteren Generation gelten. Die Medaillen entstand im Rahmen einer Serie von Berliner Medailleuren zum Thema „1945–1995“. Sie war als FIDEM-Beitrag 1996 in Neuchâtel.
- Ritter Johann II. von Holstein, 1995

Bronze, einseitig, 114 mm
Nachweis: unbekannt.
Literatur: Heidemann 1999, 127 Nr. 141.
Die Arbeit steht im Zusammenhang mit der Gedenkmedaille zum Jubiläum der Kieler Gelehrtenschule.
- Euro-Symbol, 1996

Bronze, einseitig, 118 mm
Nachweis: unbekannt
Literatur: Heidemann 1999, 127 Nr. 142.
Die auf der Medaille dargestellten Hände waren das Bildthema der Künstlerin bei ihrer Beteiligung an dem Wettbewerb zur Einführung des Euros.
- Kernspaltung, 1997

Bronze, 80 mm
Nachweis: Berlin, Münzkabinett
Literatur: Heidemann 1999, 128 Nr. 143.
Die Vorderseite zeigt einen nackten Mensch mit ausgebreiteten Armen, dahinter Kreise mit chemischen Symbolen, durch Pfeile verbunden. Einer von ihnen ist aufgebrochen und lässt Energie wie aus einem Vulkan ausströmen. Auf der Rückseite steht in acht Zeilen LABORISIERENDE / GOTTSPIELER / EXPLOSION DER / ERFINDUNGEN / FASZINATION / DES UNNÖTIGEN / AUSGEBURTEN DES / WAHNS (H. GRUHL). Die Medaille kritisiert die Kernspaltung als eine vom Menschen letztlich nicht zu beherrschende Energiequelle. Herbert Gruhl (1921–1993) war der Autor des Buches Ein Planet wird geplündert. Die Schreckensbilanz unserer Politik aus dem Jahr 1975 und des Buches Der atomare Selbstmord aus dem Jahr 1986.

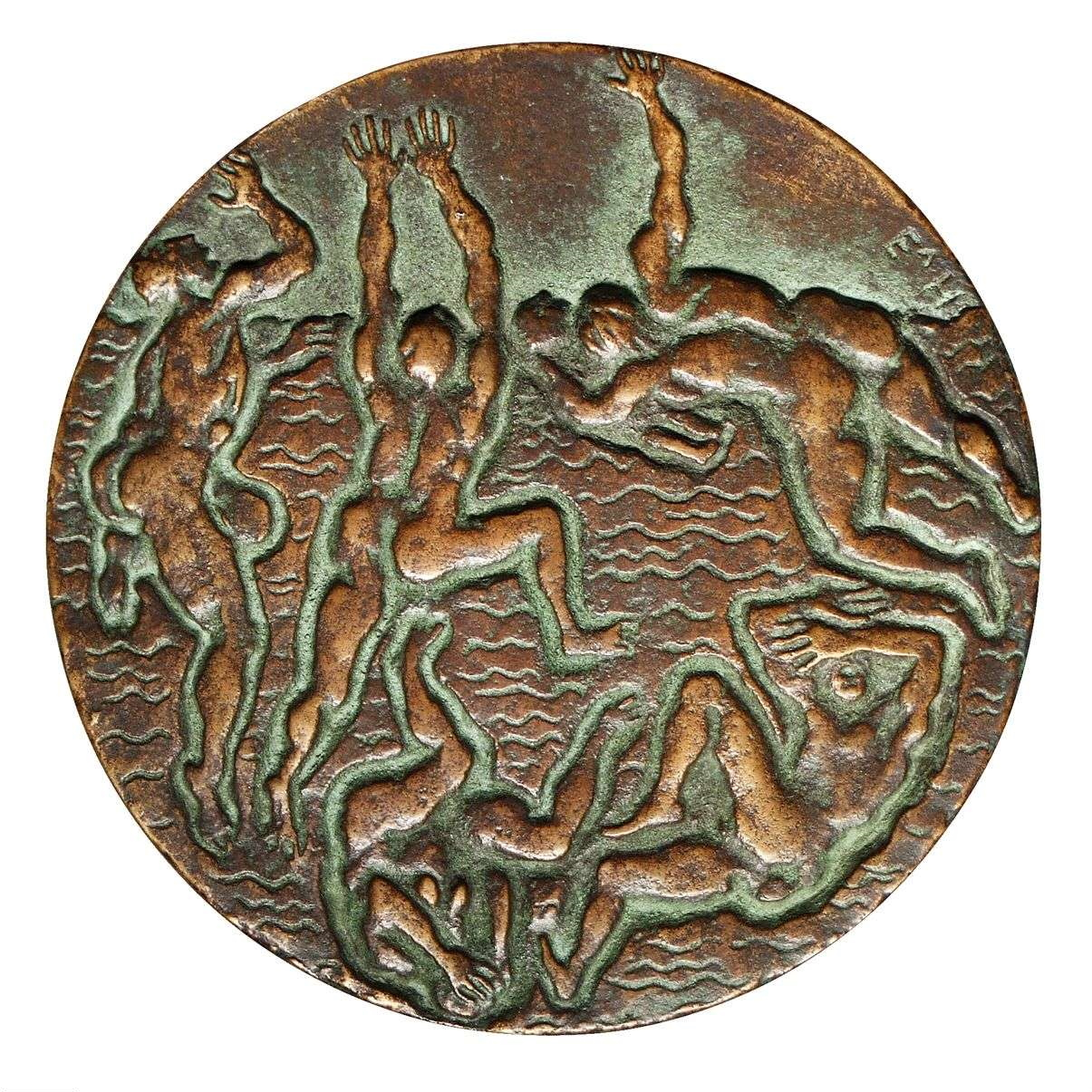
Der Untergang, 1999, Vorderseite

Der Untergang, 1999, Rückseite

- Otto Nagel – Brüche in Leben und Werk, 1997

Bronzehohlguss, einseitig, 109 × 76 mm
Nachweis: Berlin, Münzkabinett
Literatur: XXVI FIDEM Den Haag 1998, 131 Nr. 56 (o. Abb.); Heidemann 1999, 128–129 Nr. 144; Grund 2003, 203–204 mit Abb. (Exemplar Dresden).
FIDEM-Beitrag 1998 in Den Haag.
- Philipp Melanchthon, 1998

Bronze, einseitig, 80 mm
Nachweis: Berlin, Münzkabinett
Literatur: Heidemann 1999, 128–129 Nr. 145.
Die Arbeit steht im Zusammenhang mit der Beteiligung der Künstlerin am Wettbewerb für die Gedenkprägung zum 500. Geburtstag von Philipp Melanchthon, der 1996 stattfand.
- Der Untergang, 1999

Bronze, 79 mm
Nachweis: Berlin, Münzkabinett; Dresden 2003/548.
Literatur: Heidemann 1999, 128–129 Nr. 146; Steguweit 2000 (FIDEM), 51 Nr. 27.
Die Vorderseite zeigt fünf im Wasser Ertrinkende. Drei von Ihnen wehren sich noch gegen den Tod, zwei versinken bereits in den Fluten. Auf der Rückseite steht IN JEDER ART SEID / IHR VERLOREN / DIE ELEMENTE SIND / MIT UNS VERSCHWOREN / UND AUF VERNICHTUNG / LÄUFTS HINAUS. Das Zitat ist entnommen aus J. W. von Goethe, Faust II, Akt V. Der Untergang ist hier ganz wörtlich zu verstehen: menschliche Körper versinken in den Fluten. Manche wehren sich noch und streben nach oben, andere mussten den Kampf schon aufgeben und sinken auf den Meeresboden.
- Käthe Kollwitz, 2002

Einseitiger Bronzehohlguss, 100–110 mm
Nachweis: Berlin, Münzkabinett; Dresden Inv. 2003/01.
Literatur: XXVIII FIDEM Paris 2002, 19; Grund 2003, 203–204 mit Abb. (Exemplar Dresden).
FIDEM-Beitrag 2002 in Paris.
- Terror global 2003, 2002/2004

Bronze, 110 mm
Nachweis: unbekannt.

#### Katalog der undatierten Medaillen (alphabetisch nach Titel)
- Ernst Haeckel, o. J.

Kupfer, vergoldet, 40 mm
Nachweis: Privatbesitz
Literatur: Wipplinger 1992, 76 Nr. 5 (o. Abb.).
- Max Planck, o. J.

Einseitiger Bronzehohlguss, 147 mm
Nachweis: Dresden 1998/38.
Literatur: Wipplinger 1992, 76 Nr. 6 (o. Abb.).

#### Medaillen-Ausstellungen
Teilnahme an Gruppenausstellungen im In- und Ausland seit der deutschen Wiedervereinigung
- 1993: Halle, Staatliche Galerie Moritzburg
- 1993: Bonn, Frauenmuseum
- 1996: Neuchâtel, FIDEM-Ausstellung
- 1998: Den Haag, FIDEM-Ausstellung
- 2000: Weimar, FIDEM-Ausstellung
- 2002: Paris, FIDEM-Ausstellung

### Gedenkmünzen
Gedenkmünzen sind als kleine Staatsdenkmäler Zeugnisse der jeweiligen Selbstdarstellung eines Landes. 1983 wurde Evelyn Hartnick mit der Gestaltung von zwei Gedenkmünzen beauftragt, die in der „VEB Münze der DDR“ in Berlin entstanden. Die dort produzierten Prägestempel waren das Ergebnis einer engen Zusammenarbeit von Bildhauern, Graphikern und den in der Münze tätigen Graveuren, die auf gegenseitigem Verständnis der jeweiligen Fähigkeiten beruhte. Seit 1992 wurde Hartnick zu Künstlerwettbewerben für Gedenkmünzen der Bundesrepublik Deutschland eingeladen. Die Angaben zu ihren Beteiligungen an diesen Wettbewerben sind widersprüchlich und nur zwei Entwürfe sind mit Abbildungen belegt. Es werden daher hier alle Hinweise mit dem jeweiligen Literaturzitat genannt.
- 30 Jahre Kampfgruppen der Arbeiterklasse, 1983

Graphiker: Dietrich Dorfstecher, Graveur: Lothar Rasch
Gedenkmünze, Nominal: 10 Mark
Literatur: Dethlefs und Steguweit 2005, 410 Nr. 196.
- 125. Geburtstag von Max Planck, 1983

Graphiker: Dietrich Dorfstecher, Graveur: Klaus Langanke
Gedenkmünze, Nominal: 5 Mark
Literatur: X. Kunstausstellung der DDR 1987/88, 512; Dethlefs und Steguweit 2005, 411 Nr. 197.
- 150 Jahre Orden pour le Mérite

Graphiker: Dietrich Dorfstecher
Gipsmodell für die Preisgerichtssitzung am 5. Dezember 1992
Literatur: Steguweit mit Bannicke und Schön 2000, 61 Anm. 5. Nicht mehr bei Dethlefs und Steguweit 2005, :452 aufgeführt.
- 1000 Jahre Potsdam

Gipsmodell für die Preisgerichtssitzung am 16. Juni 1993
Literatur: Steguweit mit Bannicke und Schön 2000, 61 Anm. 5. Nicht mehr bei Dethlefs und Steguweit 2005, :452 aufgeführt.
- 200. Geburtstag von Johann Gottfried Herder

Graphiker: Dietrich Dorfstecher
Gipsmodell für die Preisgerichtssitzung am 7. Oktober 1993
Literatur: Steguweit mit Bannicke und Schön 2000, 61 Anm. 5; Dethlefs und Steguweit 2005, 332 Nr. 72.
- Willy Brandt

Graphiker: Dietrich Dorfstecher
Gipsmodell für die Preisgerichtssitzung am 25. November 1993
Literatur: Steguweit mit Bannicke und Schön 2000, 61 Anm. 5; Nicht bei Dethlefs und Steguweit 2005, 452 aufgeführt.
- 50 Jahre Mahnung zu Frieden und Versöhnung / Wiederaufbau der Frauenkirche in Dresden

Gipsmodell für die Preisgerichtssitzung am 11. August 1994
Literatur: Steguweit mit Bannicke und Schön 2000, 61 Anm. 5; Dethlefs und Steguweit 2005, 333 Nr. 73
- 150 Jahre Kolpingwerk

Gipsmodell für die Preisgerichtssitzung am 4. Mai 1995
Literatur: R. Flören, Geldgeschichtliche Nachrichten 30, 1995, 311 mit Abb.; Steguweit mit Bannicke und Schön 2000, 61 Anm. 5; Dethlefs und Steguweit 2005, 337 Nr. 76.
- 500. Geburtstag von Philipp Melanchthon

Gipsmodell für die Preisgerichtssitzung am 13. Juni 1996
Literatur: R. Flören, Geldgeschichtliche Nachrichten 32, 1997, 18 mit Abb.; Steguweit mit Bannicke und Schön 2000, 61 Anm. 5; Dethlefs und Steguweit 2005, 338 Nr. 77.

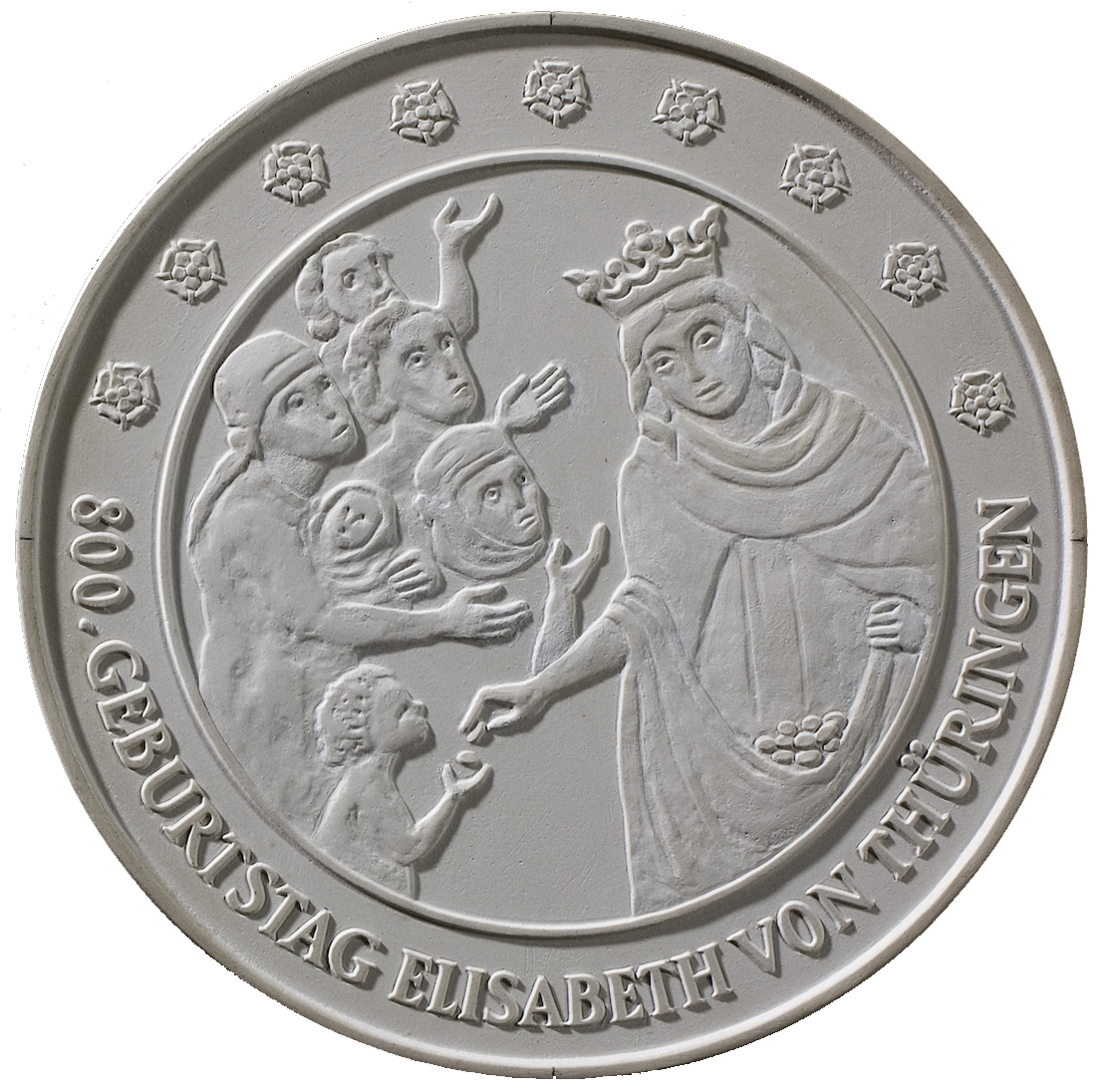
Gips von Münzmodell Hildegard von Bingen, 1997

- 900. Geburtstag von Hildegard von Bingen

Gipsmodell für die Preisgerichtssitzung am 28./29. August 1997
Literatur: Steguweit mit Bannicke und Schön 2000, 61 Anm. 5; Dethlefs und Steguweit 2005, 342 Nr. 81.
- 50 Jahre SOS-Kinderdörfer in Deutschland

Gipsmodell für die Preisgerichtssitzung am 27./28. August 1998
Literatur: Steguweit mit Bannicke und Schön 2000, 61 Anm. 5; Dethlefs und Steguweit 2005, 348 Nr. 85.
- Zehn Jahre Deutsche Einheit

Zeichnung für die Preisgerichtssitzung am 30. August 1999
Literatur: Dethlefs und Steguweit 2005, 353 Nr. 90.
- 200. Geburtstag von Justus von Liebig

Gipsmodell für die Preisgerichtssitzung am 18. April 2002
Literatur: Dethlefs und Steguweit 2005, 365 Nr. 102.
- Deutsche Euroserie

Motiv Hände in der Themengruppe II: Ziele und Ideale der Europäischen Union
Gipsmodelle für die Preisgerichtssitzung vom 3.–5. Februar 1997 in Berlin
Steguweit mit Bannicke und Schön 2000, 61 Anm. 5.

### Prägemedaillen
Bei den Prägemedaillen handelt es sich um Auftragsarbeiten, bei denen Evelyn Hartnick weitere Facetten ihrer Fähigkeiten demonstriert, so in der Wiedergabe von Architektur und Landschaft.

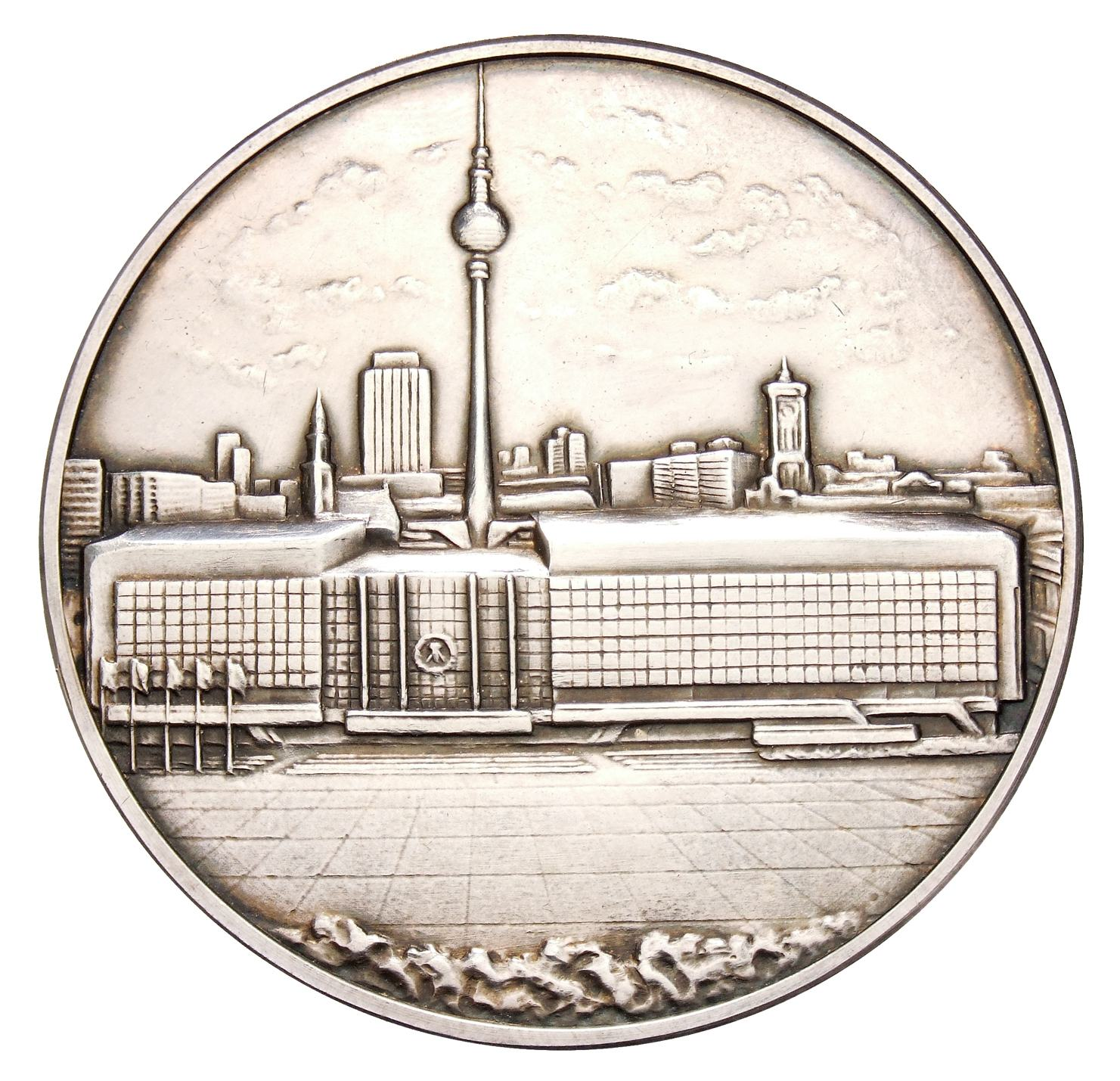
Palast der Republik, 1977

- Palast der Republik, 1977, Nickel, 60 mm, Nachweis: Berlin, Münzkabinett[30], Literatur: Steguweit 2000, 59 mit Abb. der Vs.
- Helene-Weigel-Medaille, Theaterpreis der DDR, 1981, Bronze, 20 mm, Literatur: Steguweit 2000, 60 mit Abb. der Vs.
- Schinkelmedaille der Bauakademie, 1981, Bronze, 40 mm, Literatur: Steguweit 2000, 59 mit Abb. der Vs.
- 40 Jahre VEB Münze der DDR Berlin, 1987, Kupfer, 50 mm, Nachweis: Dresden 1998/39, Literatur: Wipplinger 1992, 75 Nr. 4 (o. Abb.); Steguweit mit Bannicke und Schön 2000, 59 mit Abb., Der Entwurf von Evelyn Hartnick, wohl für das Jahr 1987 anlässlich des vierzigjährigen Bestehens der VEB Münze der DDR, wurde von der Staatlichen Münze Berlin, mit verschiedenen Zweckinschriften versehen, zu verschiedenen Anlässen und in verschiedenen Materialien genutzt.
- Münze Berlin, o. J. (1987), Kupfer-Nickel (Neusilber), 50 mm, Nachweis: Dresden 1998/40.
- Münze Berlin, o. J. (nach 1987 vor 1994), Silber, 50 mm, Nachweis: Berlin, Münzkabinett 18230185., Literatur: H. Caspar, Selbstdarstellung der Berliner Münze auf Medaillen, in: W. Steguweit (Hrsg.), Kunst und Technik der Medaille und Münze. Das Beispiel Berlin. Die Kunstmedaille in Deutschland 7 (1997) 173 Nr. 1.93–94 (Varianten zum vierzigjährigen Bestehen, 1987 und als Auszeichnungsmedaille für 25-jährige Betriebszugehörigkeit). Dieses Exemplar aus Silber diente als Repräsentationsmedaille der Staatlichen Münze.
- Zeiss-Planetarium Berlin, 1987, Neusilber, 40 mm, Nachweis: Berlin, Münzkabinett[31], Literatur: Wipplinger 1992, 75 Nr. 3 mit Abb. der Vs.
- 675 Jahre Kieler Gelehrtenschule, 1995, Silber, 40 mm, Nachweis: Berlin, Münzkabinett[32], Literatur: Heidemann 1996, 116 Nr. 116; Steguweit 2000, 60 mit Abb.

## Öffentliche Sammlungen mit Werken Evelyn Hartnick-Geismeiers (unvollständig)
- Berlin: Staatliche Museen zu Berlin (Stiftung Preußischer Kulturbesitz), Münzkabinett
- Berlin: Deutsches Historisches Museum
- Berlin: Käthe Kollwitz Museum
- Dresden: Staatliche Kunstsammlungen Dresden, Münzkabinett
- Halle: Stiftung Moritzburg, Landesmünzkabinett Sachsen-Anhalt
- Münster: Stadtmuseum Münster
- Nürnberg: Germanisches Nationalmuseum
- Stolberg/Harz: Museum Alte Münze
- Weimar: Goethe-Nationalmuseum

## Literatur

Buchtitel der IX. Kunstausstellung der DDR, 1982